# Savel Rădulescu

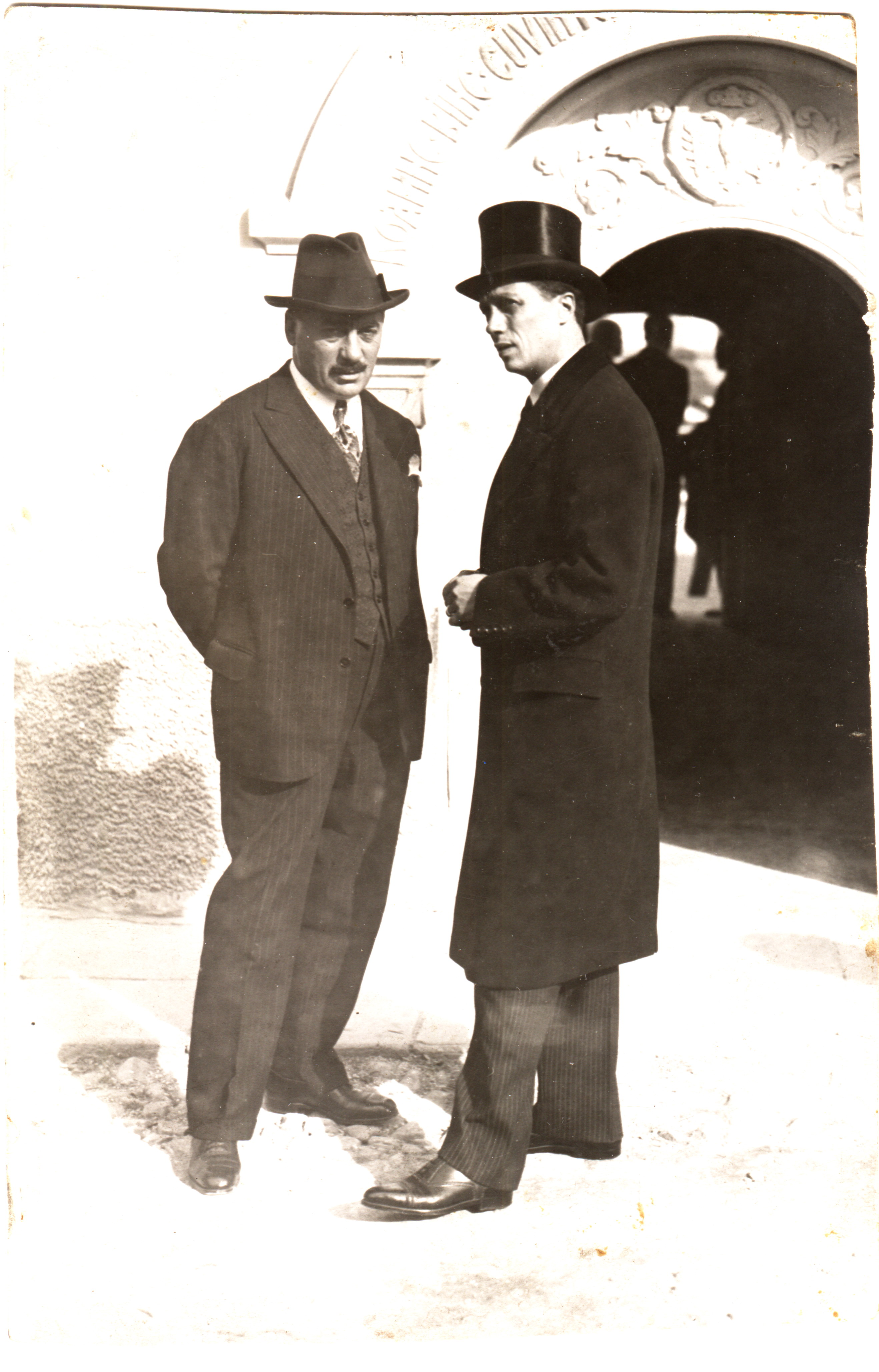
Savel Rădulescu (dreapta) și Mihai Ispasiu (stânga), consilierii politici și financiari ai lui Nicolae Titulescu în timpul funcției de Ministru al Afacerilor Externe, vorbind în fața intrării vechii mănăstiri din Sinaia.

Savel Rădulescu (n. 19 octombrie 1885 – d. 27 august 1970, București) a fost un diplomat român. Și-a început cariera în 1921 și a lucrat ca secretar al lui Nicolae Titulescu la Liga Națiunilor.
Pentru activitatea sa diplomatică a fost distins cu Ordinul Suveran al Cavalerilor de Malta  A fost un apropiat al regelui Mihai.

## Carieră
A fost subsecretar al Ministerului Afacerilor Externe în următoarele guverne:
- 21 octombrie 1932 – 13 ianuarie 1933 în guvernul Iuliu Maniu.
- 14 ianuarie 1933 – 9 noiembrie 1933 în guvernul Alexandru Vaida-Voevod
- 14 noiembrie 1933 – 29 decembrie 1933 în guvernul Ion G. Duca
- 30 decembrie 1933 – 3 ianuarie 1934 în guvernul Constantin Angelescu
- 5 ianuarie 1934 – 1 octombrie 1934 în primul guvern Gheorghe Tătărescu
- 10 octombrie 1934 – 29 august 1936 în al doilea guvern Gheorghe Tătărescu[3]

## După 1944
În septembrie 1944 a fost numit președintele Comisiei Române pentru Aplicarea Armistitiului. A protestat împotriva abuzurilor făcute de Uniunea Sovietică și a cererii continue și crescânde a reparațiilor de război. În 1946 a trimis o plângere oficială reprezentanților Statelor Unite, Regatului Unit și URSS. În 1946 a făcut parte și din delegația română trimisă la Conferința de pace de la Paris.
După instaurarea regimului comunist, Lucrețiu Pătrășcanu, Gheorghe Gheorghiu-Dej, și Ana Pauker în ultimatumul trimis Regelui Mihai cereau arestarea și persecutarea lui Savel Rădulescu, împreună cu generalul Nicolae Rădescu și Iuliu Maniu.
A fost arestat în 1948, iar în 1951 a fost condamnat la doi ani de închisoare și opt ani de muncă silnică, pentru plângerea pe care a scris-o în 1946.